# Laña (arquitectura)

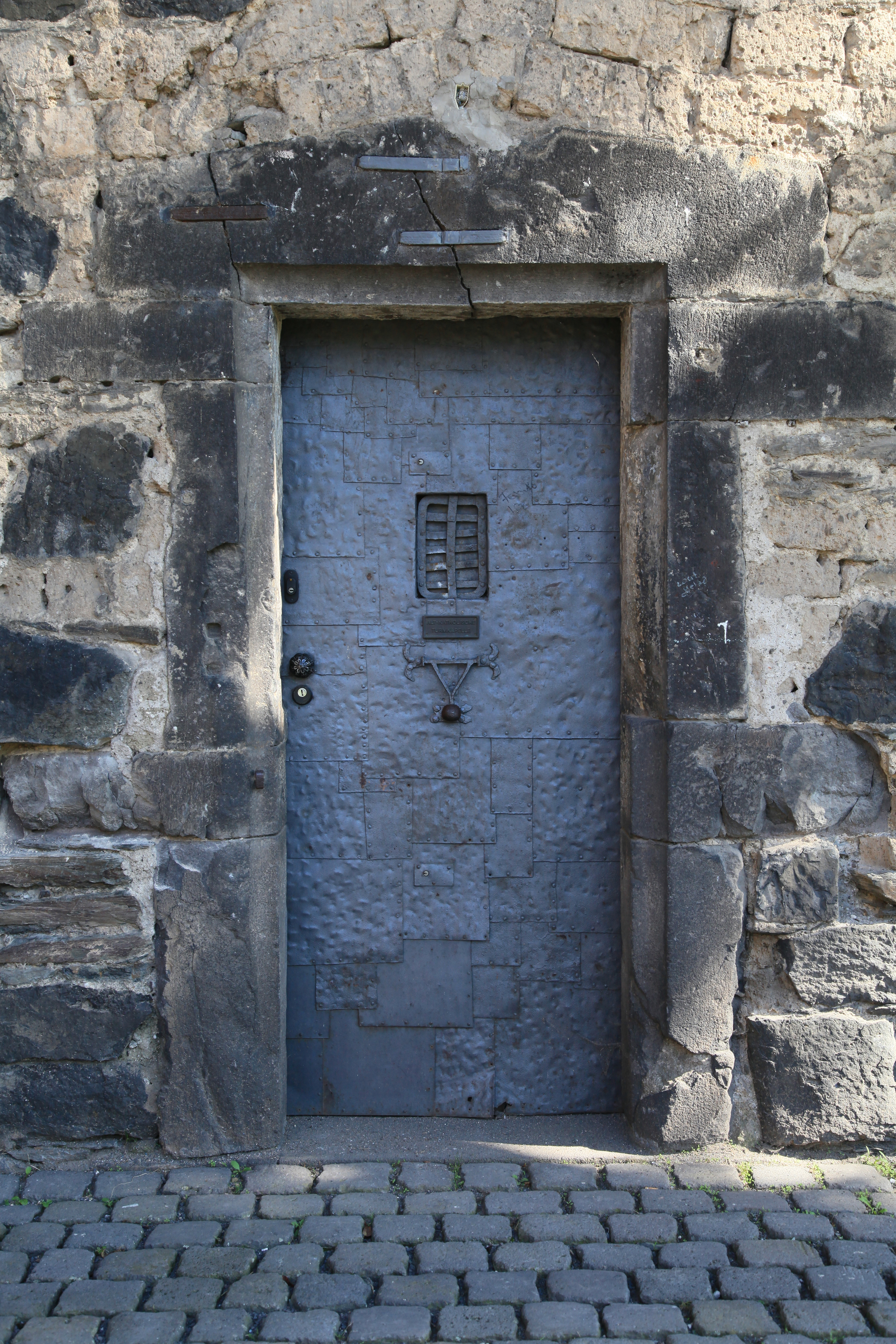
Dintel consolidado por una laña (Stadtburg).

Una laña en arquitectura y construcción designa un elemento de sujeción, a menudo metálico, que permite conectar dos elementos, o un adorno en la parte superior de un vano.

## Etimología
Del castellano lañar, a su vez del latín laniāre que significa 'despedazar'.

## La laña como elemento de fijación

### Uso en mampostería
Una pieza generalmente metálica y forjada, la laña se inserta entre dos piedras talladas con el fin de mantenerlas unidas y consolidar la estabilidad de un muro. Participa en el encadenamiento de la mampostería.

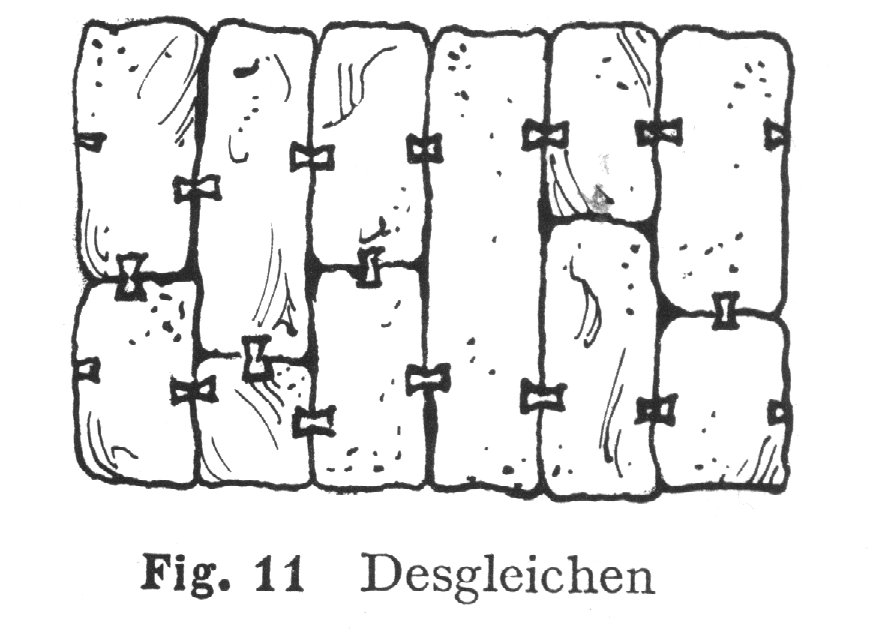
Lañas de unión de sillares.

En la antigüedad, se en lugar de mortero, tacos o hierros sellados con plomo para asegurar los cimientos horizontales de los muros de piedra labrada. Para unir los bloques se utilizaron lañas de hierro. Richard Pococke dice haber encontrado este tipo de lañas en las ruinas de Heliópolis en Egipto, en los restos de una pared de 3 pies 8 pulgadas de espesor.

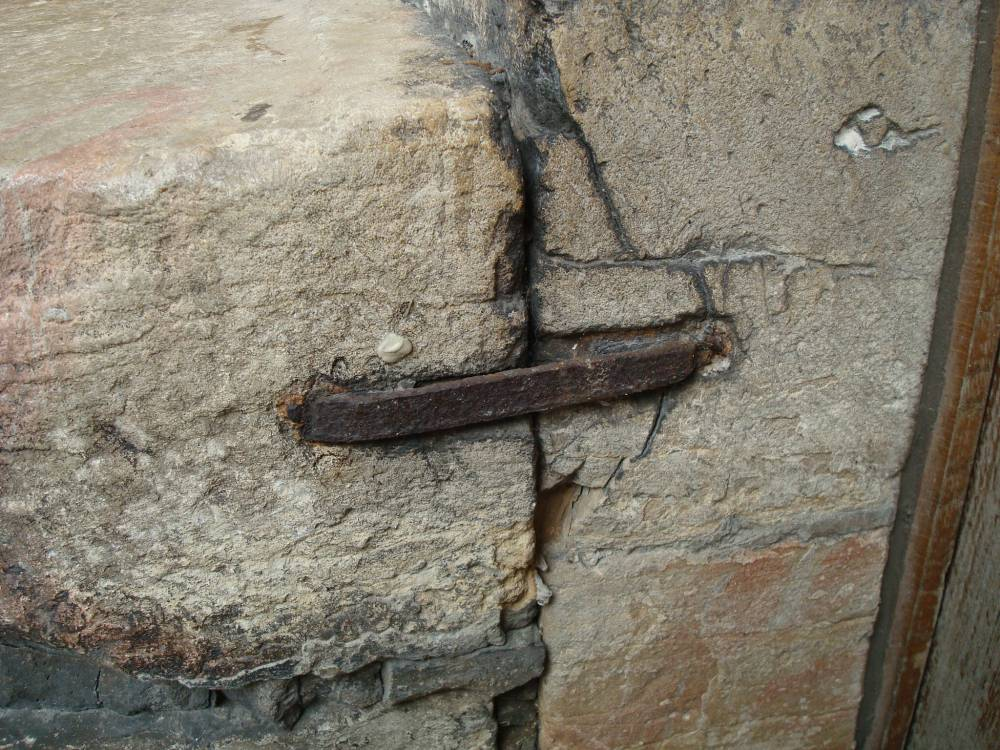
Laña para unir piedras o sillares.
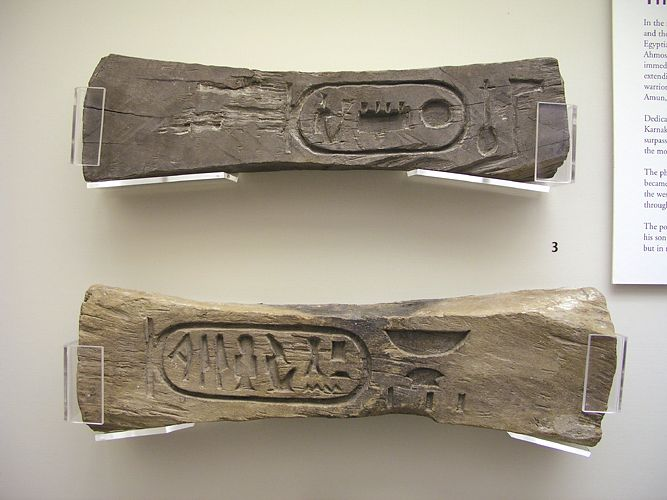
Laña de madera en el templo de Seti (Abidos).
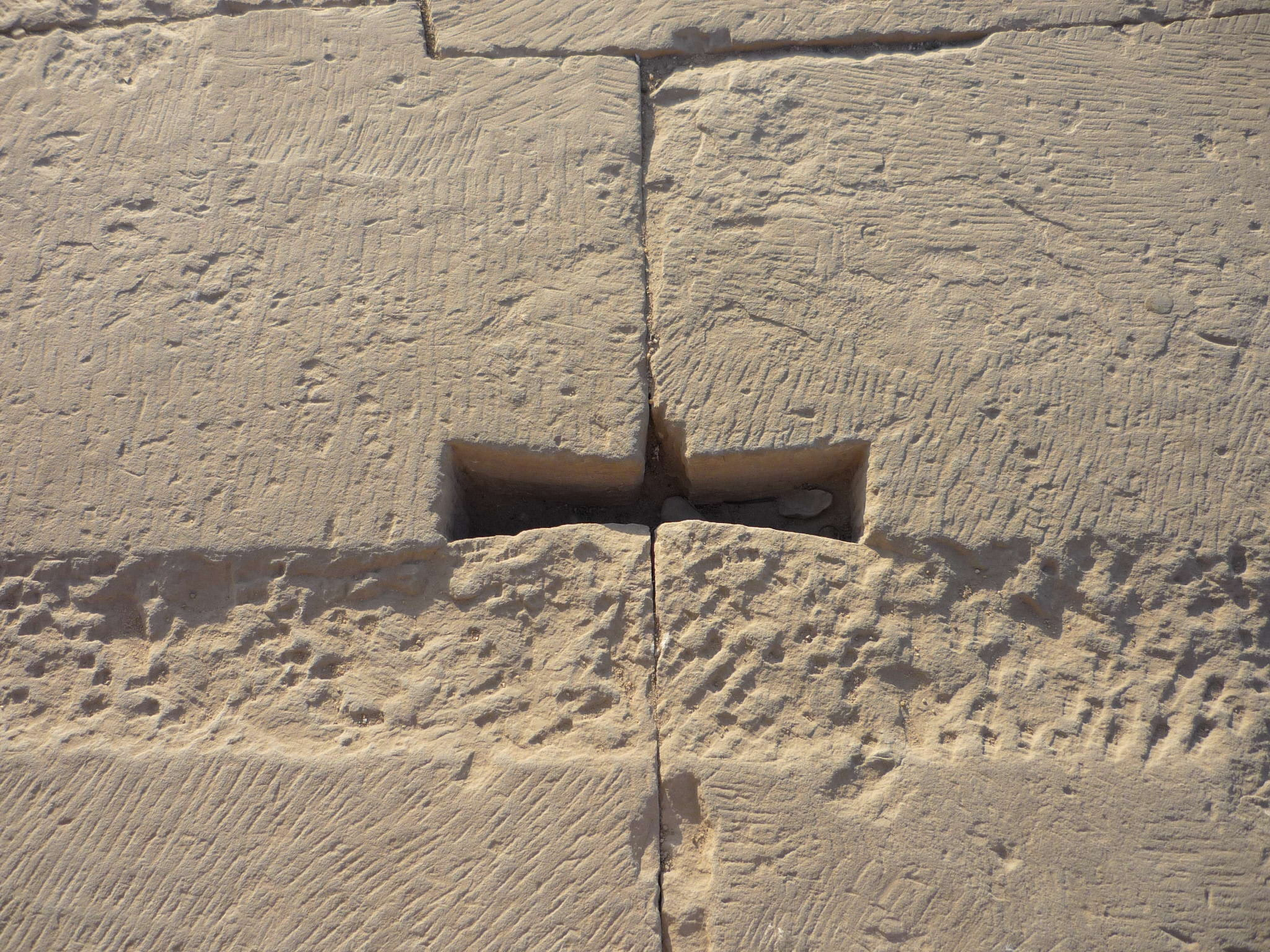
Sitio de una laña en el  muro occidental del templo de Kom-Ombo(Egipto).
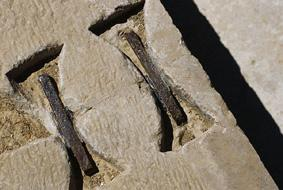
Lañas para unión de sillares en Milán (Pasargada).
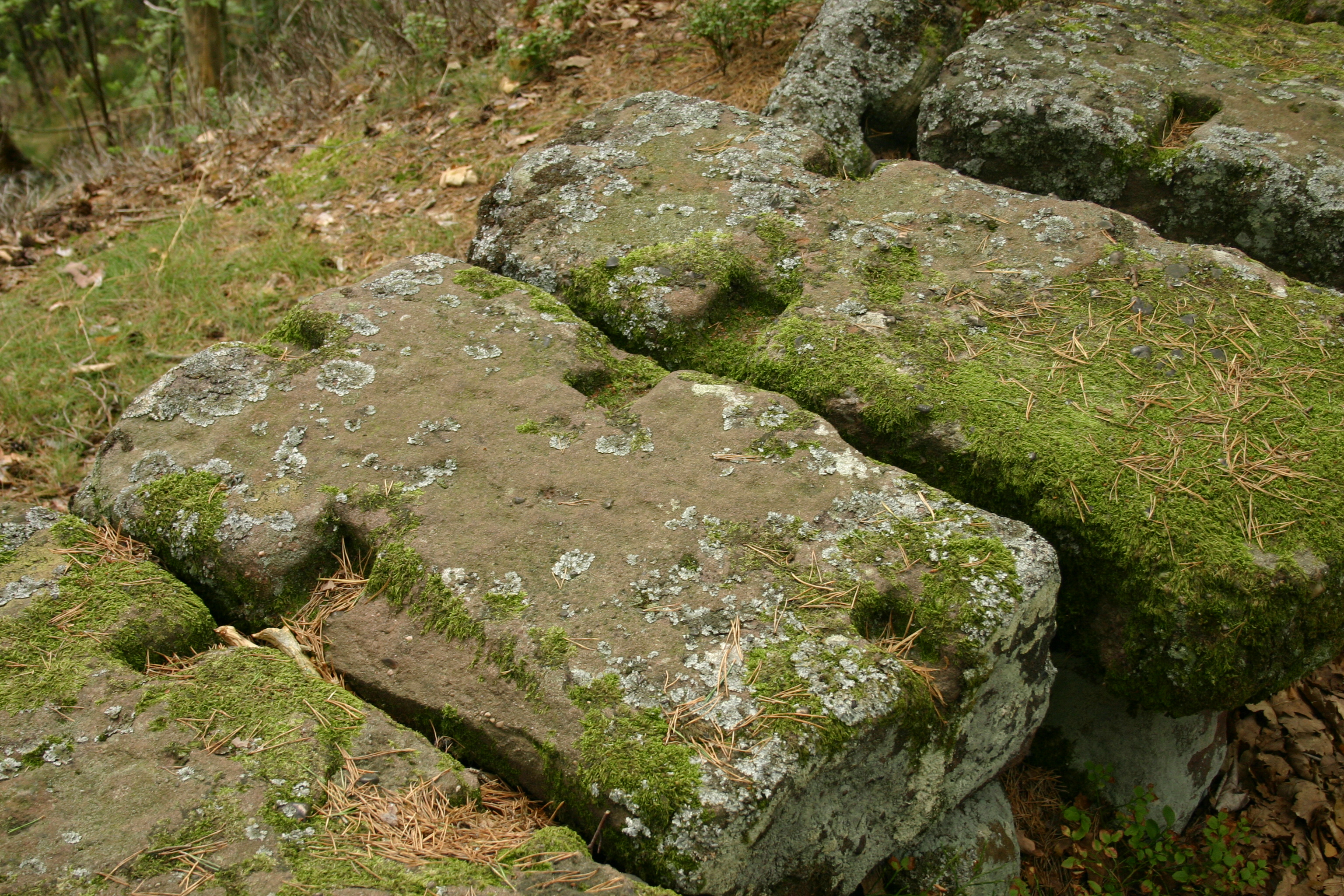
Muro de la pagana del Monte Santa Odilia, grapones reservados.
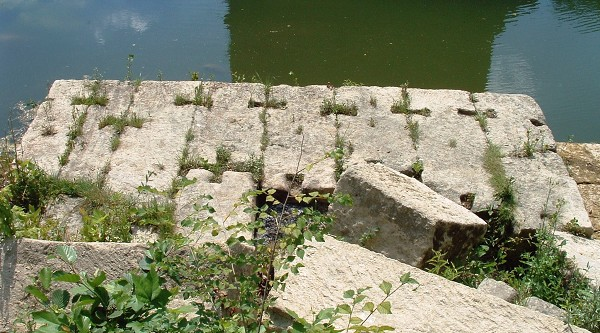
Lañas para unir bloques de piedra del puente Ambrussum

### Lañas en carpintería

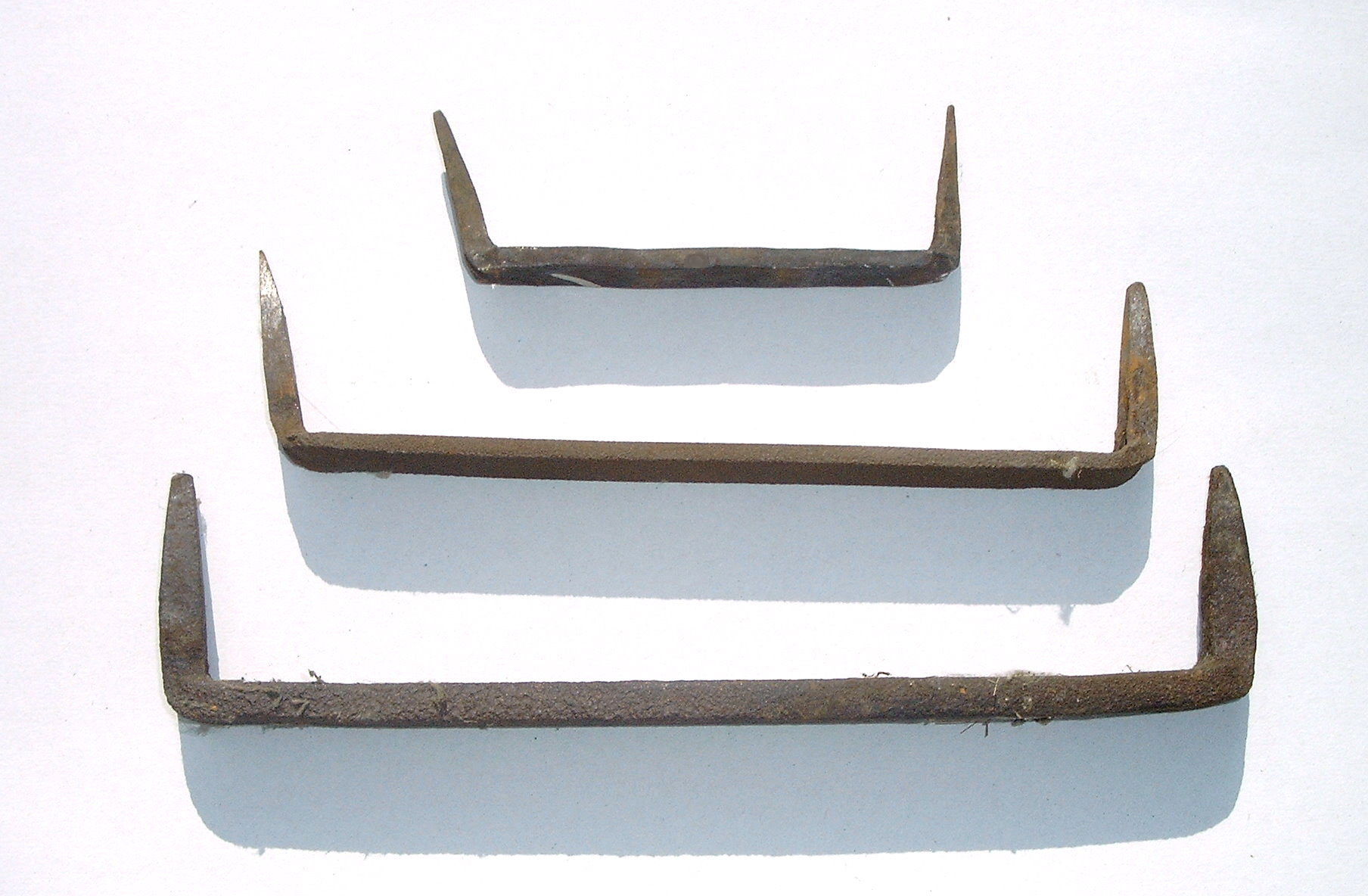
Lañas en carpintería.

### Otros usos de las lañas
Pieza metálica utilizada para solidificar el extremo de una pieza de madera o para conectar los extremos de dos piezas de madera.

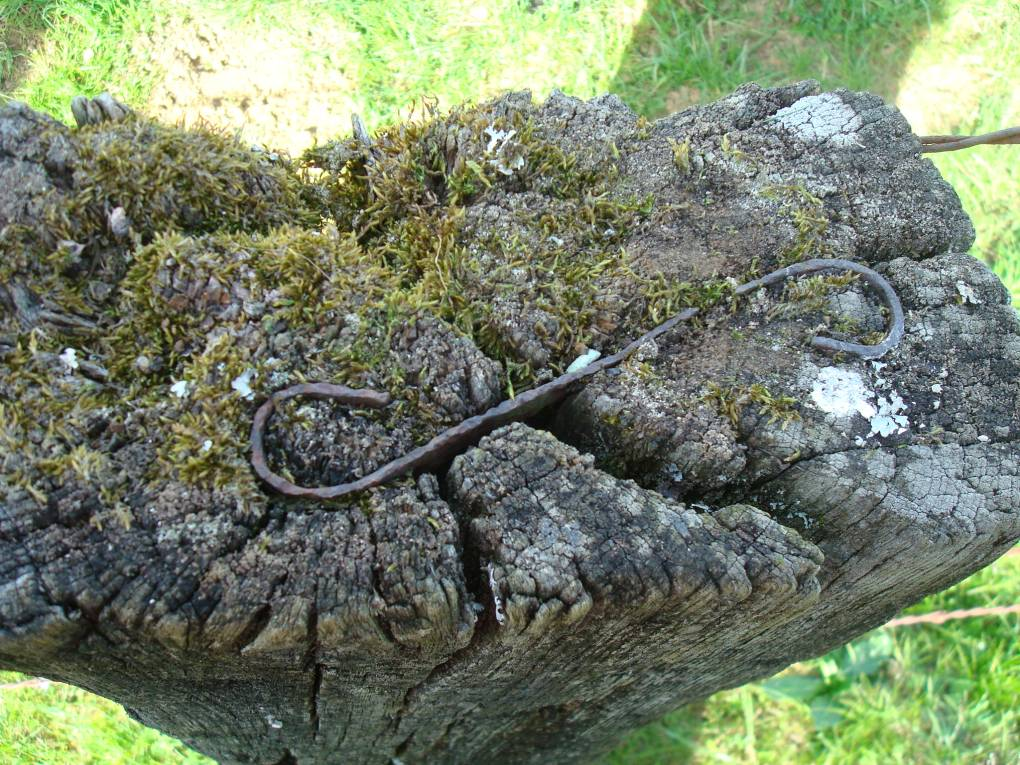
Laña al final de una tronco.